# Carl Brouard
Pour les articles homonymes, voir Brouard.
Carl Brouard, né le 5 décembre 1902 à Port-au-Prince et mort le 29 novembre 1965 dans la même ville, est un poète et journaliste haïtien.

## Biographie
Carl Brouard est né le 5 décembre 1902 à Port-au-Prince au sein d'une famille de la bourgeoisie haïtienne. Son père était un riche négociant. Sa sœur, Carmen Brouard, est une pianiste et compositrice haïtienne célèbre. En 1937, naît son neveu, le peintre haïtien Hervé Télémaque.
En juillet 1915, Carl Brouard est marqué par le débarquement et l'occupation de son pays par les troupes militaires des États-Unis. Il va être influencé par la lecture de son compatriote Jean Price Mars.
Au début des années 1920, Carl séjourne à Paris avec ses parents. Il est fasciné par la vie culturelle parisienne. Il se brouille avec son père et revient à Haïti.
En 1927, Carl Brouard fait paraître son unique recueil Écrit sur du Ruban rose. Il participe également à la revue La Trouée, une revue éphémère, puis à la La Revue Indigène : Les Arts et La Vie animée notamment par l'écrivain haïtien Jacques Roumain. En 1928, il s'initie au rite vaudou.
En 1929, il devient le gérant du journal Le Petit Impartial et publie un certain nombre d'articles sur des écrivains haïtiens.
En 1930, il s'oppose aux intellectuels communistes et se rapproche du groupe Les Griots. Il se bat pour la mise en valeur de la culture haïtienne. « Nous remîmes en honneur l'assotor et l'açon », déclare-t-il.
En 1963, à l'initiative de l'historien Roger Gaillard, se constitue le Comité soixantième anniversaire de Carl Brouard qui publie une anthologie des œuvres de Carl Brouard sous le titre de Pages retrouvées.
Il meurt à Port-au-Prince en novembre 1965. Une place publique en son nom avec sa statue et des extraits de ses poemes a été aménagée au quartier du Bas-peu-de-Chose à Port-au-Prince.

## Œuvres
- Écrit sur du Ruban rose. Port-au-Prince, à compte d'auteur, 1927.
- Pages retrouvées; œuvres en prose et en vers. Groupées par les soins du Comité soixantième anniversaire de Carl Brouard. Port-au-Prince, éditions Panorama, 1963. Rééditions Port-au-Prince, Presses nationales d'Haïti, 2005.
- Les aventures de Malice et de Bouqui. Port-au-Prince, éditions Christophe, 2000
- Anthologie secrète. Montréal, Mémoire d'encrier, 2003